# 馬松南
馬松南（法語：Massonnens）是瑞士的城鎮，位於該國西部，由弗里堡州負責管轄，面積4.25平方公里，海拔高度733米，2011年人口428，九成人口信奉羅馬天主教，人口密度每平方公里101人。

## 外部連結
- Official website （页面存档备份，存于） （法文）